# Gads danske Magasin
Gads danske Magasin var et københavnsk tidsskrift, der blev udgivet af Gads Forlag fra 1898 til 1952. Tidsskriftets titel var i perioden 1898-1906 Dansk Tidsskrift, men det skiftede i 1907 navn til Gads Danske Magasin.